# Municipio de Mill Creek (condado de Lincoln)
El municipio de Mill Creek (en inglés: Mill Creek Township) es un municipio ubicado en el condado de Lincoln en el estado estadounidense de Arkansas. En el año 2010 tenía una población de 317 habitantes y una densidad poblacional de 3,45 personas por km².

## Geografía
El municipio de Mill Creek se encuentra ubicado en las coordenadas 33°49′51″N 91°55′40″O / 33.83083, -91.92778. Según la Oficina del Censo de los Estados Unidos, el municipio tiene una superficie total de 91.92 km², de la cual 91,89 km² corresponden a tierra firme y (0,03 %) 0,03 km² es agua.

## Demografía
Según el censo de 2010, había 317 personas residiendo en el municipio de Mill Creek. La densidad de población era de 3,45 hab./km². De los 317 habitantes, el municipio de Mill Creek estaba compuesto por el 77,92 % blancos, el 9,78 % eran afroamericanos, el 10,73 % eran de otras razas y el 1,58 % eran de una mezcla de razas. Del total de la población el 11,67 % eran hispanos o latinos de cualquier raza.